# Redon
Redon é uma comuna francesa na região administrativa da Bretanha, no departamento Ille-et-Vilaine. Estende-se por uma área de 15,08 km². Em 2010 a comuna tinha 9 922 habitantes (densidade: 658 hab./km²).

## História
Em 832 instala-se em Redon uma comunidade monástica que crescerá até se converter numa das abadias mais importantes da Bretanha. 
Fruto do desenvolvimento da abadia, Redon começa a acolher população e a adquirir importância no ducado da Bretanha graças à sua posição estratégica. No século XIV Redon passa a estar muralhada.